# Kpeego
Le kpeego est une langue mandée parlée en Côte d’Ivoire.